# Aeroportul Shaktoolik
Aeroportul Shaktoolik (IATA: SKK, ICAO: PFSH, FAA LID: 2C7) este un aeroport din Alaska, Statele Unite ale Americii ce deservește zona Shaktoolik⁠(d). Aeroportul a fost tranzitat în 2019 de 6.382 de pasageri. A fost numit după zona deservită.
Situat la o altitudine de 7 m, aeroportul dispune de 1 pistă. Este operat de Alaska Department of Transportation & Public Facilities⁠(d).

## Infrastructură

### Piste
Aeroportul dispune de o singură pistă. Pista 14/32 are dimensiunile 4.001 picioare × 75 picioare. 